# Kapucijnenklooster (Hazebroek)
Het Kapucijnenklooster is een voormalig kapucijner klooster in de stad en gemeente Hazebroek in het Franse Noorderdepartement.

## Geschiedenis
In de gebouwen werd in 1865 een kleinseminarie, gewijd aan Sint-Franciscus, gevestigd dat bestaan heeft tot 1973. Vervolgens kwam het Collège Saint-Jacques in het gebouw. De kapel werd gerestaureerd van 2000-2003, maar in 2008 werd een groot deel van het gebouw verwoest door brand. Het altaarstuk, voorstellende het Mirakel van de muilezel naar een schilderij van Antoon van Dyck, werd gered. Tussen 2009 en 2010 werd de kapel weer naar oorspronkelijke staat gerestaureerd.